# Вейс, Андрей
Андрей Вейс (эст. Andrei Veis; 6 апреля 1990, Пайде) — эстонский футболист, крайний защитник и полузащитник. Выступал за национальную сборную Эстонии.

## Биография

### Клубная карьера
Воспитанник детской команды «Ярвамаа». На взрослом уровне начал выступать в 2006 году в составе клуба «Пайде ЛМ» в четвёртом дивизионе.
С 2007 года играл за команды, входившие в систему таллинской «Флоры». Сезон 2007 года провёл в первой лиге за «Уорриор» (Валга), затем играл в первой лиге за «Флору-2». В 2009 году играл за «Тулевик», в его составе дебютировал в высшей лиге 17 марта 2009 года в матче против «Нымме Калью», заменив на 82-й минуте Микка Силласте. Всего в составе «Тулевика» сыграл 20 матчей в высшем дивизионе. В 2010 году выступал за основной состав «Флоры», дебютировал 1 мая 2010 года в игре против «Пайде», заменив на 76-й минуте Сикстена Казимира. Всего провёл в 2010 году 13 матчей в составе «Флоры» и стал чемпионом Эстонии этого сезона. В 2011 году играл за «Вильянди», в его составе впервые стал автором гола в высшем дивизионе — 9 апреля 2011 года в ворота «Курессааре».
В 2012 году провёл полсезона в составе «Калева» (Силламяэ), сыграв за это время 11 матчей.
В августе 2012 года вернулся в родной город и стал выступать за «Пайде ЛМ», где является футболистом-любителем. В основном составе клуба играл в 2012—2015 годах, затем выступал за второй состав, а с 2017 года — за третий.
Всего в высшем дивизионе Эстонии сыграл 126 матчей и забил 8 голов.

### Карьера в сборной
Выступал за юношескую (до 19 лет), молодёжную и олимпийскую сборные Эстонии.
В национальной сборной Эстонии дебютировал во время турне команды по Южной Америке, 19 июня 2011 года в матче против Чили, выйдя на замену на 64-й минуте. Спустя четыре дня принял участие в игре против Уругвая. Эти два матча остались для него единственными в составе сборной.
По состоянию на вторую половину 2010-х годов работает в тренерском штабе юношеских (U16/U17) сборных Эстонии.